# Хенньеи, Имре
Имре Хенньеи (венг. Imre Hennyei (Hager), 14 июля 1913, Котор — 6 сентября 1989, Торонто) — венгерский фехтовальщик-рапирист. Участник летних Олимпийских игр 1948 и 1952 годов.

## Биография
Имре Хенньеи родился 14 июля 1913 года в городе Котор в австро-венгерском Королевстве Далмация (сейчас в Черногории).
Выступал в соревнованиях по фехтованию за «Вашаш» и «Гонвед» из Будапешта.
В 1948 году вошёл в состав сборной Венгрии на летних Олимпийских играх в Лондоне. В личном турнире рапиристов в группе 1/8 финала занял 3-е место, выиграв 4 из 7 поединков. В четвертьфинальной групп занял последнее, 7-е место, проиграв все 5 встреч. В командном турнире рапиристов сборная Венгрии, за которую также выступали Паль Дунаи, Бела Реррих и Бела Микла, в группе 1/8 финала победила Грецию — 9:1, в четвертьфинальной группе сыграла вничью с Норвегией — 7:7 и выиграла у Польши — 10:6, в полуфинальной группе заняла последнее, 4-е место, проиграв Швеции — 0:15 и Италии — 1:8.
В 1952 году вошёл в состав сборной Венгрии на летних Олимпийских играх в Хельсинки. В командном турнире рапиристов сборная Венгрии, за которую также выступали Лайош Балтазар, Барнабаш Берженьи, Бела Реррих и Йожеф Шакович, в группе 1/8 финала победила Бразилию — 14:1, в четвертьфинальной группе выиграла у Люксембурга — 10:4, Франции — 9:5 и Финляндии — 12:3, в полуфинальной группе заняла последнее, 3-е место, проиграв Швейцарии — 4:12 и победив Швецию — 9:6.
Впоследствии эмигрировал в Канаду.
Умер 6 сентября 1989 года в канадском городе Торонто.

## Семья
Невестка — Донна Хенньей (род. 1942), канадская фехтовальщица, участница летних Олимпийских игр 1972 и 1976 годов.